# あるあるYYテレビ
『あるあるYYテレビ』（あるあるワイワイテレビ）は、2012年4月23日から2013年3月28日までTVQ九州放送で放送されていた深夜バラエティ番組である。

## 概要
2012年4月27日、福岡県北九州市小倉北区にオープンした商業施設 「あるあるCity」 内の、あるあるYY劇場で公開収録された。曜日ごとに吉本芸人が番組MCとして登場し「サブカルチャー」 を知らない女子（HKT48・NMB48）にいろんな企画を通してその魅力を伝える番組で、アパマンショップ1社提供番組である。
公開収録は、毎週月曜日 - 木曜日18:00開演で 「ゲツモクLIVE」 として行われ、収録分は当日の深夜に放送される。また、18:30 - 19:30の間は『あるあるYY動画』としてUSTREAMで生配信が行われていた。2012年9月1日から2012年12月15日までの期間は北九州空港に拠点を持つスターフライヤーの機内エンターテイメントでも配信されていた。

## 出演者
- HKT48（月曜日、水曜日、木曜日） - 毎回各2名[注 2]
- NMB48（火曜日） - 毎回各2名[注 2]

### MC
2012年12月までは下記4組が毎週担当していたが、2013年1月から新MCが4組加わり、第44週までそれぞれ隔週で担当。第45週は各曜日のMCが全員出演。
- ウーマンラッシュアワー（村本大輔、中川パラダイス）（隔週月曜日）
- バッドボーイズ（佐田正樹、清人（現・大溝清人）（隔週火曜日）
- パンクブーブー（佐藤哲夫、黒瀬純）（隔週水曜日[注 3]）
- チーモンチョーチュウ（菊地浩輔、白井鉄也）（隔週木曜日）

2013年1月から（第35週より登場。以降通し週数で奇数週担当）
- ブロードキャスト!!（吉村憲二、房野史典）（隔週月曜日[注 4]）
- 藤崎マーケット（田崎佑一、トキ）（隔週火曜日）
- LLR（福田恵悟、伊藤智博）（隔週水曜日）
- カナリア（安達健太郎、ボン溝黒）（隔週木曜日）

### アシスタント
テレビでは「お部屋対抗プレゼンバトル」「あるあるCity紹介プレゼンネタバトル」ほかに出演しネタを披露する。第45週のみ各曜日のアシスタントが全員出演。
- メガモッツ（中川どっぺる、池内祐介）（隔週月曜日[注 4]）
- トリテン（一徹、奥口ゆうや）（隔週月曜日）
- マイクロバス（林悦未、小川夏海）（隔週火曜日）
- 空中ズボン（井上大輔、藤岡佑将）（隔週火曜日）（2013年1月15日から出演）
- ぶんぶん丸（池田義之、山田直樹）（隔週水曜日）
- どさけん（隔週水曜日）（2013年1月は休演。2013年2月6日は「どさキング」、2月20日は「どさコップ」、3月6日は「どさ子」と別のキャラクターで名前を変えて出演）
- スリーナイン（金田昇大、藤敏孝）（2013年1月9日にどさけんの、同月29日に空中ズボンの代役として出演）（2013年2月20日、3月6日に出演）
- ルームメイト（中島丈次、大脇睦）（2013年1月23日にどさけんの代役として出演）（2013年2月6日に出演）（2013年2月12日に空中ズボンの代役として出演）
- 小川恵夢、石原ヨシオカ（隔週木曜日[注 4]）（小川恵夢は2012年12月までは隔週火曜日に出演）
- レモンティー（ヤマドゥ、阿部哲陽）（隔週木曜日）

## 番組オリジナルニックネーム
HKT48およびNMB48のメンバー（以下、本記事において「メンバー」という。）は、番組初出演時に番組MCと本人以外の出演者が考えた候補の中から、当日の観覧者の拍手の量により投票、本番組での呼び方「番組オリジナルニックネーム」が付けられた。本ニックネーム命名については、本編内ではなく本番組公開収録後に引き続き行われる、『あるあるYY動画』のコーナー「HKT48（あるいはNMB48）のニックネームを考えよう」で行われていた。
番組未出演のメンバーを除くニックネーム一覧は下記のとおり。

## 番組オリジナル自己紹介
出演するメンバー2名が、既に番組オリジナルニックネームを命名されている場合は、同ニックネーム同様『あるあるYY動画』内において、「HKT48（あるいはNMB48）の新・自己紹介を考えよう」と題し、通常それぞれが劇場公演等で行っている自己紹介とは別に、番組独自の自己紹介及びこれに伴う「フリ」が作成される。
その際、本人のプロフィールにおける特技、趣味や、本人の希望するイメージなどを参考に候補が提示され、観覧者の拍手の量により投票、本番組オリジナルの自己紹介がフリも含めて決定される行程は同ニックネームの命名と同様であるが、「フリ」の決定に関しては、提案者以外の出演者の意見も交えて決定される事例がある。また、必ずしも同ニックネームを踏まえていないもの、両者間に関連性のない例も見受けられる。以下はその例である。（カッコ内は番組オリジナルニックネーム。）
- 番組オリジナルニックネームを踏まえている例

日下このみ（テレビなめ子）：「なーめなーめなめ、なーめなーめなめ、なーめなーめなめ、ベロンベロン！」
- 番組オリジナルニックネームを踏まえていない例

松岡菜摘（竹垣）：「犬が嫌い。子どもも嫌い。大好物は、カネ！、カネ！、カネ！」

## スタッフ
- ナレーター：酒匂美代子
- 構成：たちばなひとなり、宇田川岳史、楠田信行、政光真吾、笠松裕貴、真柄克年、須貝健亮
- CAM：小西優一郎、城水善紀
- 音声：野添大輔、川路亮
- 編集：池畑信介
- MA：前田博文
- CG：松園美宏
- AD：前田幸子
- 制作進行：須藤綾香
- ディレクター：道山政治、生越三差子
- プロデューサー：上田賢（TVQ九州放送）、野中雅弘（よしもとクリエイティブ・エージェンシー）、井手和重（VSQ）
- 協力:株式会社AKS、atelier jam
- 制作協力：VSQ
- 製作著作：TVQ九州放送、吉本興業